# Етхірімана Чинкам
Етхірімана Чинкам (там. எதிர்மன்னசிங்கம்; д/н — 1617) — четукавалан (володар) Джафни у 1591—1617 роках. Відомий також як Парасасекаран VIII.

## Життєпис
Походив з династії Ар'ячакраварті. Син Пувіраджи Пандарама (відомого як Парасасекаран VII), що проводив антипортугальську політику. У відповідь 1591 року проти його батька виступило португальське військо на чолі із Андре Фуртадо де Мендосою, який завдав поразки Пувіраджи Пандарамі, захопивши того в полон, а потім стративши. Замість нього трон перейшов до Етхірімани Чинкама, що прийняв ім'я Парасасекаран VIII. Останній визнав зверхність Португалії, погодившись сплачувати данину, передав монополію на торгівлю слонами португальських торгівцям та дозволив діяльність католицьких місіонерів.
Посилення католицтва в державі викликало невдоволення, внаслідок чого проти 1592 року правителя виникла, змова, внаслідок чого був змушений втекти до португальського форту. Португальські війська жорстоко розправилися з учасниками змови, і знову помістили на трон свого ставленика. Невдовзі Парасасекаран VIII став проводити таємну діяльність проти католицьких місіонерів і не дивився з прихильністю на навернених. також став переслідувати будистських ченців. Він перешкоджав проходженню та перевезенню слонів, яких викупали португальці, через свої території, забезпечував вигідні умови своїх торгівців слонами. 
1594 року також надав війська Нікапітії Бандарі, що боровся з військами магараджі Дгармапали (союзника Португалії) за державу Сітавака. 1595 року король Філіп Габсбург наказав усунути його від влади, але Губернаторська Рада Індії не погодилася з цим рішенням, вважаючи такі дії правителя Джафни незначними. 
В подальшому таємно допомагав Вімаладгармасур'ї I, магараджі Канді, отримувати військову допомогу з Таунгу. Після 1604 року перебував у союзі з наступним кандійським магараджею Сенаратом.
Захворів у 1616 році. В ц ей час його спробували навернути до католицтва, але володар Джафни відкинув цю ідею. Помер у квітні 1617 року, полишивши владу малолітньому синові, якого невдовзі відсторонив від влади небіж померлого Чанкілі II.